# Almazul
Almazul es un municipio y localidad española de la provincia de Soria, en la comunidad autónoma de Castilla y León. El término municipal, que incluye también los núcleos de Mazaterón y Zárabes, tiene una población de 60 habitantes (INE 2024).

## Toponimia
Su nombre actual procede del árabe al-mahsul, nombre que hace referencia al movimiento de aguas verticales debido al manantial ubicado en el subsuelo de la plaza del pueblo.

## Geografía
Almazul se sitúa sobre una suave ladera y se encuentra a 981 m sobre el nivel del mar. Limita con los términos de Mazaterón, Zárabes, Gómara, Ledesma de Soria y Villaseca de Arciel. Forma parte del partido judicial de  Soria y de la comarca de Campo de Gómara.
Cruce de caminos entre la autonómica SO-350 de Gómara a Deza y la provincial SO-P-3112 de Zárabes a La Quiñonería.

## Historia
El censo de Pecheros de 1528, en el que no se contaban eclesiásticos, hidalgos y nobles, registraba la existencia de 90 pecheros, es decir unidades familiares que pagaban impuestos. Formaba parte del Sexmo de Arciel. 
A la caída del Antiguo Régimen la localidad se constituye en municipio constitucional en la región de Castilla la Vieja, que en el censo de 1842 contaba con 127 hogares y 512 vecinos. A mediados del siglo XIX, el lugar tenía contabilizadas 90 casas. Aparece descrito en el segundo volumen del Diccionario geográfico-estadístico-histórico de España y sus posesiones de Ultramar de Pascual Madoz de la siguiente manera:

ALMAZUL: l. con ayunt. de la prov., part. jud. y adm. de rent. de Soria (6 leg.), aud. terr. y c. g. de Búrgos (28), dióc. de Osma (16): sit. en un terreno cóncavo, y circunvalado por una estensa llanura; le bale el viento S., el cual hace que su clima sea bastante frío, produciendo algunas intermitentes y pulmonias; forman la pobl. 90 casas, que aunque nodo muy buena construccion, tienen cuantas comodidades son necesarias á la ind. agrícola y pecuaria á que generalmente están dedicados sus hab.: casa de ayunt., que es á la par cárcel, una escuela de instruccion primaría comun a ambos séxos, á la que concurren como unos 22 alumnos,cuyo maestro está dotado con 60 fan. de trigo: y una igl. parr. bajo la advocacion de la Natividad de Ntra. Sra., servida por un párroco, cuya plaza se provee por oposicion en concurso general. El edificio, que ocupa casi el centro de la pobl., es antiquísimo, y de regular arquitectura: fuera del pueblo se encuentra una abundante fuente de buenas aguas, aunque algo recias, de que se surten sus vec. para sus usos, y ganados, dejando aun sobrante para rogar á algunos huertecillos; á unos 300 pasos de la pobl., en situacion plana, está una ermita bajo la advocacion de la Virgen de la Blanca. Confina el térm. por N. con La Peña, por E. con Miñana y Mazateron, por S. con Gomara y Zarabes, y por O. con la Alameda: se estiende por todos puntos una leg.; en él se encuentran varias fuentecitas, y el desp. llamado de Algarve, del que todavía se conservan las paredes de la ermita de Santiago, y cerca de esta una torre que por su órden arquitectónico debió ser obra de los árabes; no se conserva noticia de la época ni de la causa de su despoblacion. El terreno es áspero y de mediana calidad, admitiendo toda clase de simientes; á la parte del S. hay un matorral de roble de pequeña estension: abraza la jurisd. 11,718 fan. de tierra, de las cuales se cultivan 43 de primera clase, 520 de segunda, y 2,009 de tercera. Las mejores se emplean, en trigo puro, cebada, poca hortaliza, algun lino y cáñamo. Las medianas en trigo comun, ó legumbres, y las mas flojas en centeno y avena; cada año se siombran, 2,062 fan., y el resto se deja en descanso por igual tiempo: caminos; no tiene otros que los de pueblo á pueblo en mediano estado. La correspondencia se recibe de la adm. de Sória por balijero, dos veces á la semana, saliendo otras dos: prod.: lo referido anteriormente, y ganado lanar, vacuno y mular, siendo el mas preferido el lanar: hay liebres, conejos y perdices. El comercio está reducido á las tiendas de panaderia, aceite y tabernas. Pobl.: 127 vec., 512 alm.: cap. imp.: 70,481 rs. con 18 mrs.
(Madoz, 1845, p. 89)

Entre el censo de 1842 y el de 1857 creció el término del municipio porque incorporó a Zárabes. El 31 de mayo de 1966, creció el término del municipio porque incorporó a Mazaterón.

## Demografía
Cuenta con una población de 60 habitantes (INE 2024).
| Gráfica de evolución demográfica de Almazul entre 1842 y 2021 |
| |
| Población de derecho según los censos de población del INE Población de hecho según los censos de población del INEEntre el censo de 1857 y el anterior, crece el término del municipio porque incorpora a 425146 (Zarabes) Entre el censo de 1970 y el anterior, crece el término del municipio porque incorpora a 42574 (Mazaterón). |

### Población por núcleos
| Núcleos   | Habitantes (2009) |
| --------- | ----------------- |
| Almazul   | 75                |
| Mazaterón | 27                |
| Zárabes   | 1                 |

## Clima
Almazul tiene un clima mediterráneo continentalizado, con inviernos largos y fríos, y veranos cortos y cálidos.

## Patrimonio
- Torre medieval Algarbe. Situada en la cima de un destacado cerro con orientación noroeste-sureste que se eleva sobre la margen derecha del río Henar, emplazamiento que le confiere un considerable dominio sobre el territorio circundante. Figura en el catálogo de Bienes Protegidos de la Junta de Castilla y León en la categoría de Castillo con fecha de declaración 22 de abril de 1949.[9]

## Fiestas y costumbres

### La Virgen de la Blanca
Celebra el 27 de mayo su fiesta mayor en honor a la Virgen de la Blanca, patrona de Almazul.

### Fiestas en honor aSan Roque
Son las fiestas más populares y se celebran en honor al patrón de Almazul. Tradicionalmente se rendía culto a este santo francés después de cada cosecha estival en reconocimiento al trabajo realizado durante el año.
Empiezan a las 00:00 horas la noche del 15 al 19 de cada mes de agosto con el chupinazo que se lanza desde el ayuntamiento tras el cual se prende la hoguera que ha sido instalada en la plaza Mayor del pueblo.

## Galería

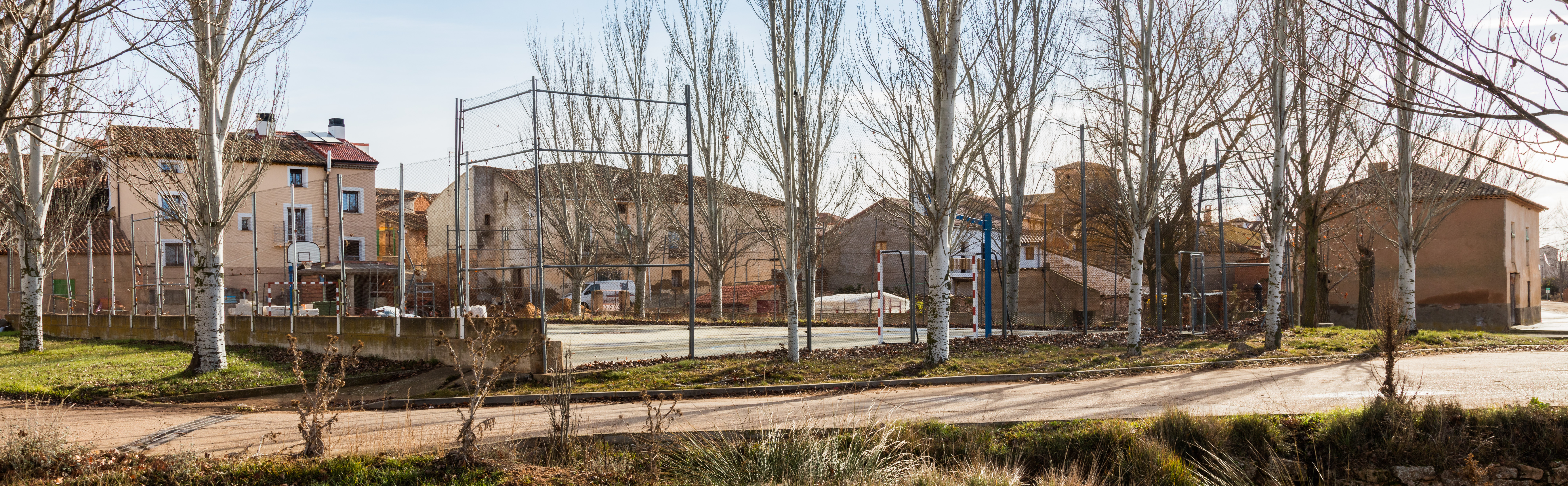
Vista general.
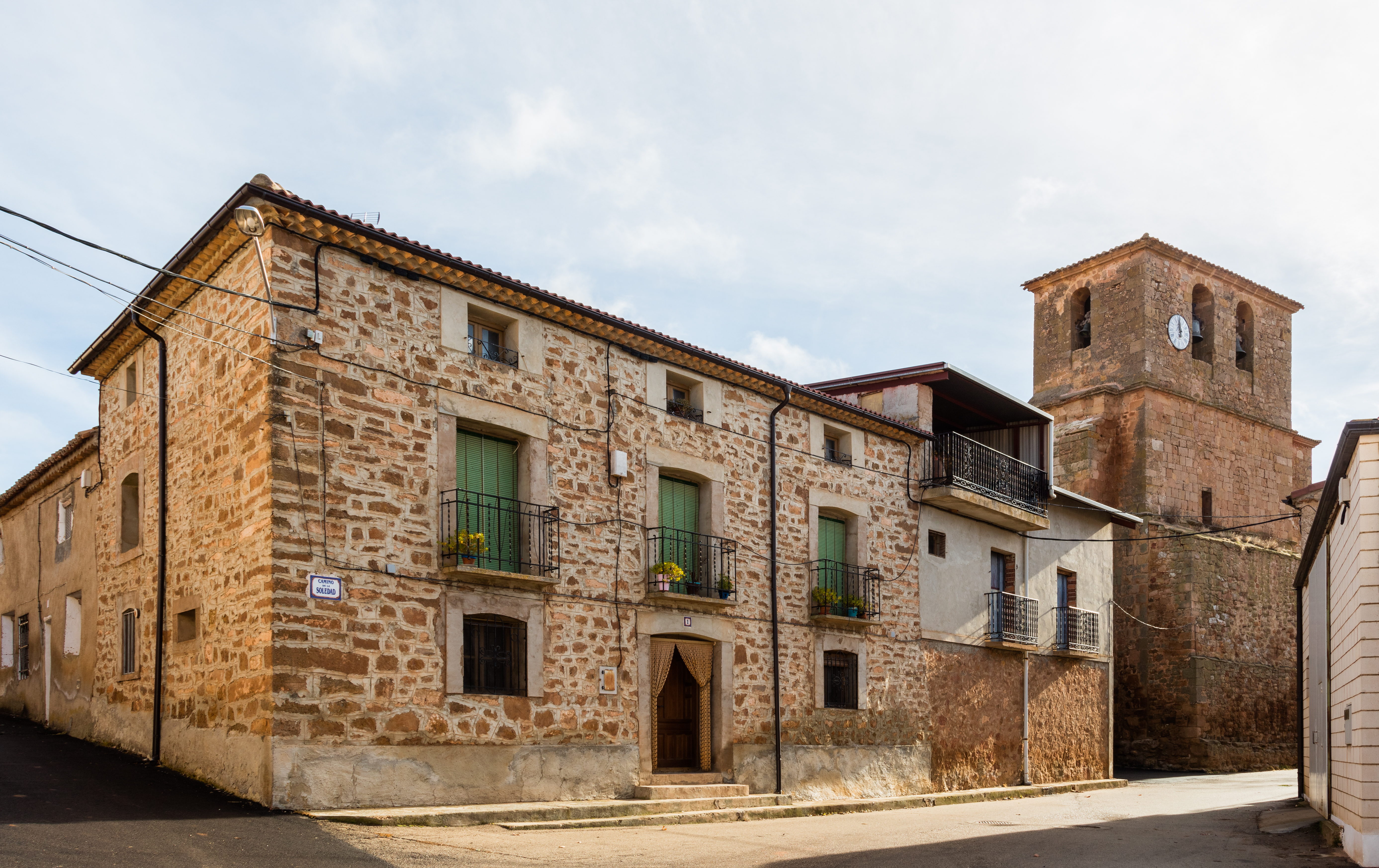
Casa e iglesia.
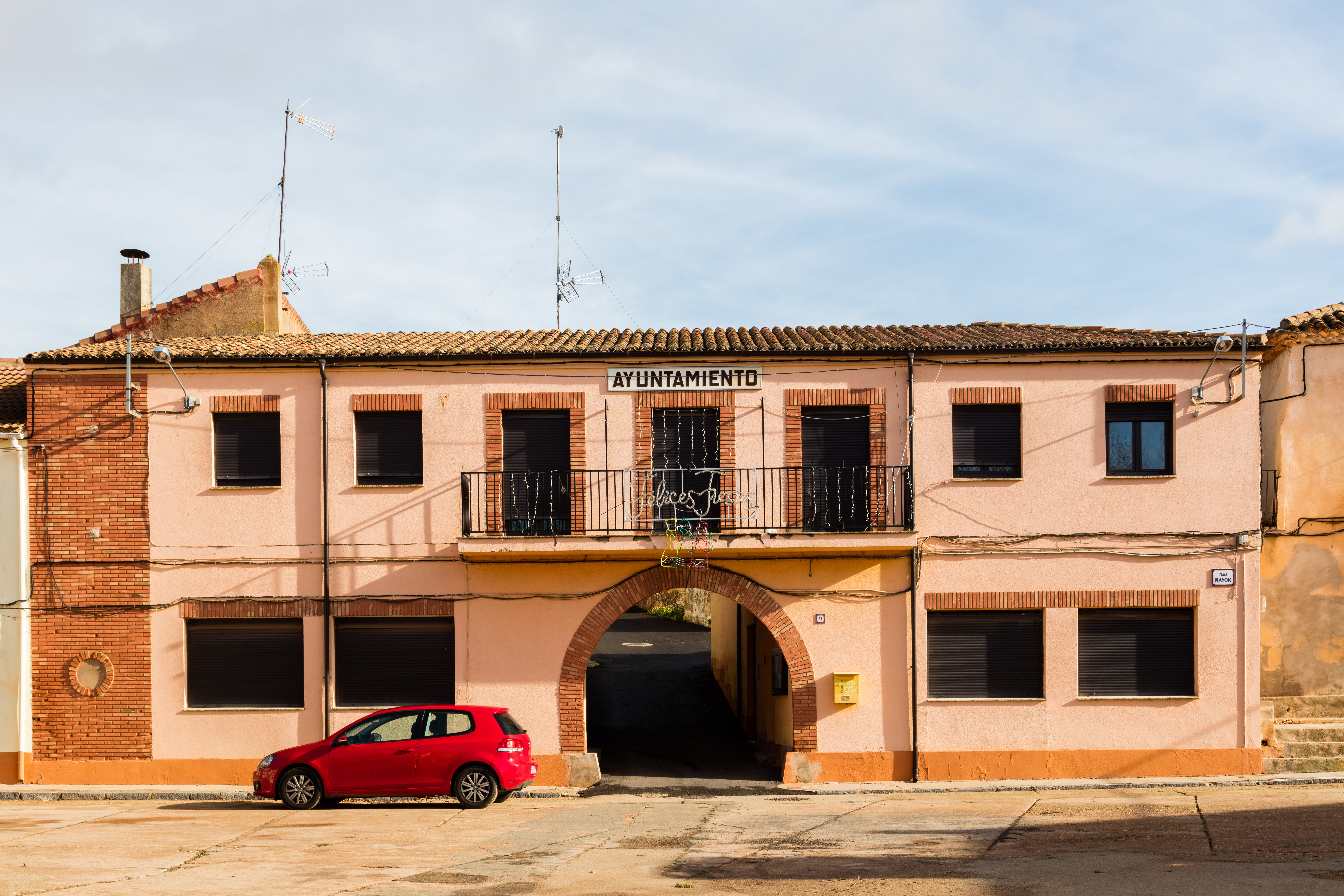
Ayuntamiento.
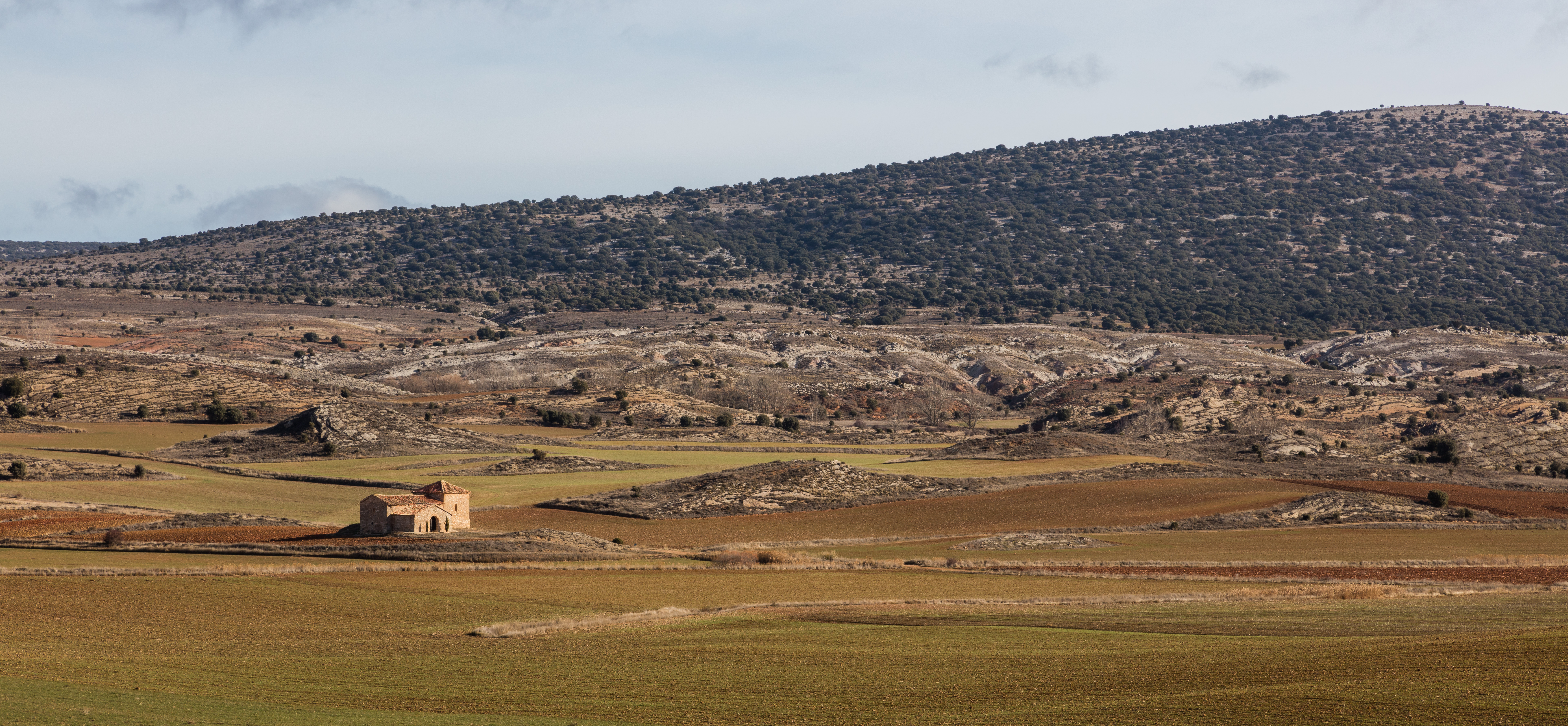
Ermita de la Virgen de la Mencalilla, en las cercanías de Almazul con el paisaje típico de la región.
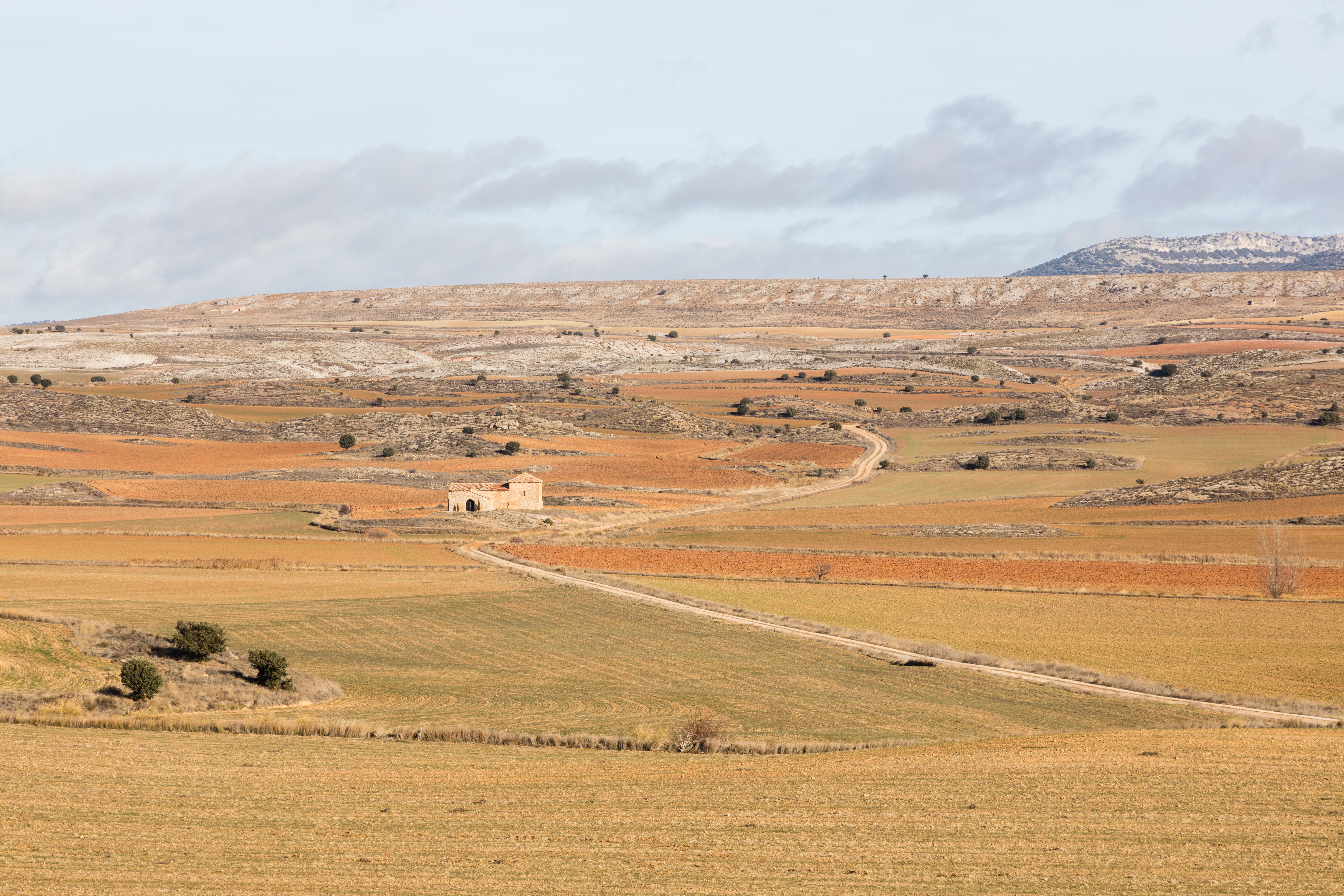
Otra vista de la ermita.
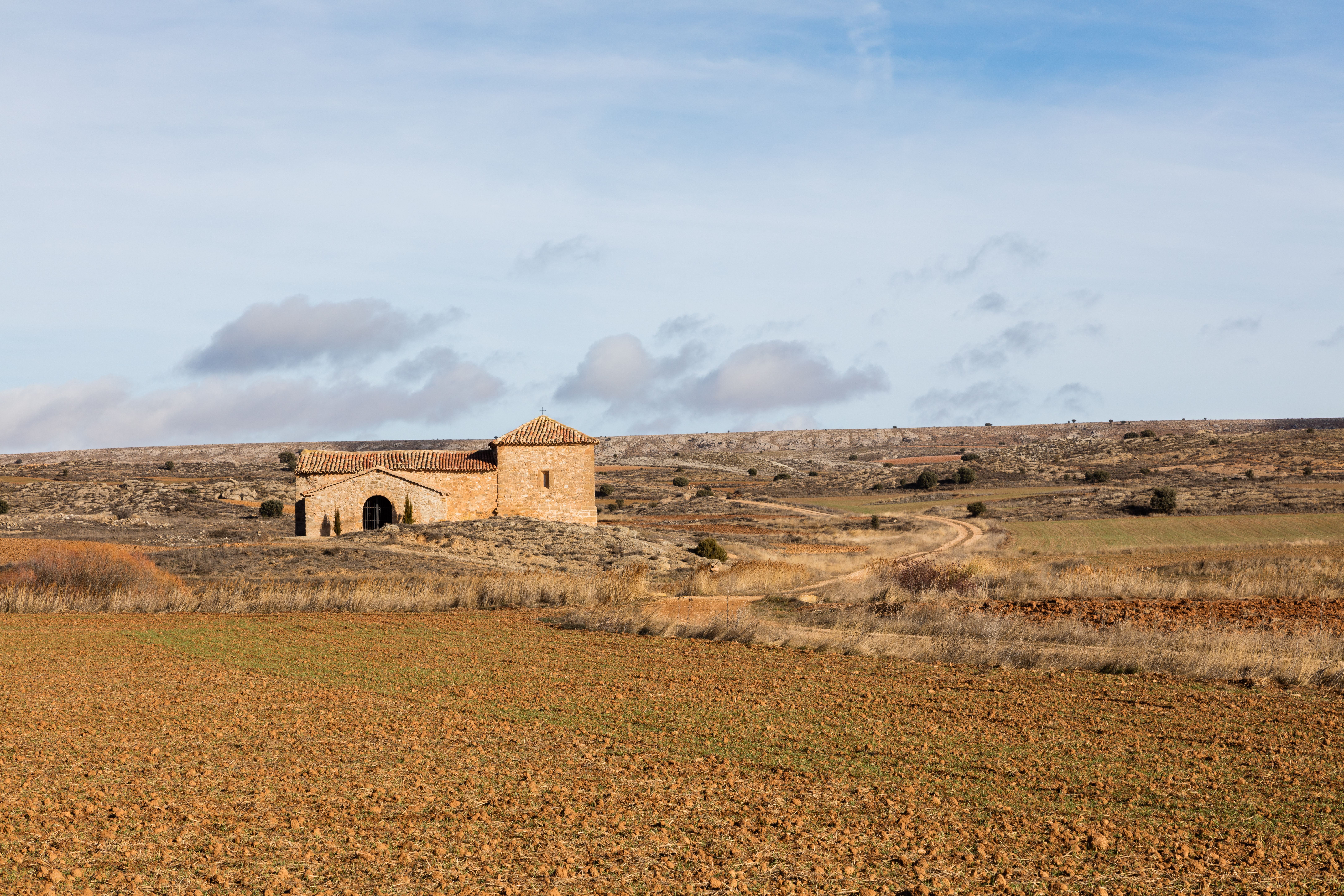
Detalle de la ermita.